# Glaurocara grandipennis
Glaurocara grandipennis là một loài ruồi trong họ Tachinidae.